# Neÿ Ákos
Pilisi Neÿ Ákos (Budapest, 1881. szeptember 12. – Budapest, 1967. november 22.) mérnök, a MÁV és a DSA igazgatója. A Ferenc József-rend lovagkeresztjének és a Nagy Szent Gergely-rend lovagkeresztjének birtokosa.

## Származása
A nemesi származású pilisi Neÿ család sarja. Édesapja, pilisi Neÿ Béla (1843-1920) építész, esztéta, művészettörténész, miniszteri tanácsos, író, lapszerkesztő, édesanyja, nemes Peregriny Jolán (1847-1906) volt. Apai nagyszülei pilisi Neÿ Ferenc (1814-1889), hírlapíró, színműíró, a pesti belvárosi reáliskola igazgatója, és pilisi Pilisy Angyalka voltak. Anyai nagyszülei nemes Peregriny Elek (1812–1885), akadémikus, és lenkei és zádorfalvi Lenkey Emma (1824–1850) voltak.

## Élete
1903-ban végzett a József Műegyetemen mint általános mérnök. Pályájának legfontosabb részeként a ranglétrán végighaladva elérte a MÁV, majd DSA fejlesztési igazgatói posztját. De eltöltött másfél évtizedet a Vasúti és Hajózási Főfelügyeleten is.
Tartalékos tüzérként a galíciai fronton harcolt az első világháborúban, amíg be nem rendelték a Kereskedelemügyi Minisztériumba. Ettől kezdve Budán az Úri utca 19. alatt élt.
A trianoni békeszerződés tárgyalásán mint vasúti és hajózási szakértő vett részt. Ott olyan határozottan – bár a végkifejletet érdemben módosítani már nem tudva – képviselte a magyar érdekeket, hogy az antant-bizottság bosszúból le is akarta tartóztatni. A DSA igazgatójaként 1926–1932 között tevékenykedett. Több jelentős korszerűsítés fűződik a nevéhez. Megújította a mozdony-, motorkocsi- és kocsiállományt is. A turizmus fejlesztése érdekében felújította a Balaton-parti állomások és megállók közül Balatonboglár, Balatonföldvár, Balatonszemes, Balatonvilágos, Máriafürdő, Alsóbélatelep, Szárszó felvételi épületeit, forgalmi okokból pedig Kiscséripusztáét. Székesfehérvár vasútállomását az akkori Magyarország legkorszerűbb állomásává fejlesztette, felépíttetve az azóta is egyedi stílusú váltóépületet. Magát az állomásépületet is átépíttette, az egykori facsarnokot lebontatta, és aluljárót építtetett. Sürgette a Déli pályaudvar korszerűsítését, ami azonban csak évtizedek múlva valósult csak meg, bár akkor sem teljesen. Bevezette a nem kihasznált vasúti épületek kereskedelmi értékesítését. Ezenkívül ő vezényelte le a DSA államosítását is. Újra a MÁV kötelékében modernizáltatta a győrszentmártoni (ma pannonhalmi) és szekszárdi állomásépületeket. Nyugállományba vonulása után vasútszakmai és a budai Várnegyeddel foglalkozó írásokat közölt.

## Házassága és gyermekei

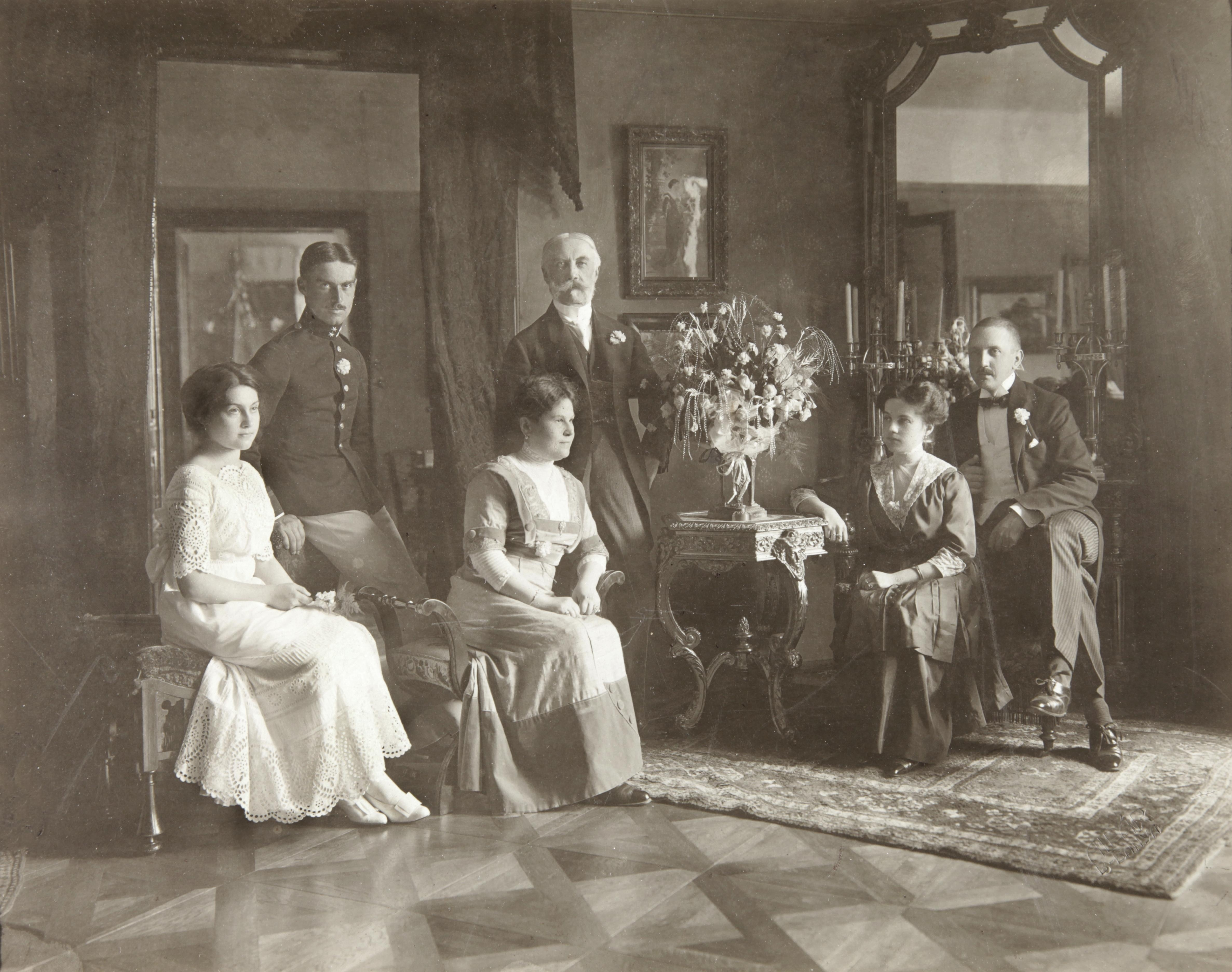
A Jeszenszky család tagjai. Jobbra Neÿ Ákos

Besztercebányán 1912. szeptember 12-én feleségül vette kisjeszeni és folkusfalvi Jeszenszky Lea (1889-1972) kisasszonyt, kisjeszeni és folkusfalvi Jeszenszky Sándor (1851-1918), királyi közjegyző, és ivánkai Kherndl Ilona (1866-?) lányát. A frigyből két leányuk született:
- pilisi Neÿ Katalin (1915–2011), első férje, buzinkai Buzinkay György (1907-1945), majd halála után, a második, szentgróthi Borsos Béla (1913-1991), művészettörténész, építészmérnök volt. Katalin fia Buzinkay Géza történész.
- pilisi dr. Neÿ Klára Mária (1913–1999).

Dédunokája Buzinkay György politikus.

## Társadalmi tevékenysége
A holokauszt idején Úri utcai lakását Sztehlo Gábor zsidómentő mozgalma használta. A Budavári Római Katolikus Egyházközség világi elnöke volt. Megalapította két barátjával a Várbarátok Körét, amit később pilisi Neÿ Katalin lánya, jelenleg pedig az unoka, Buzinkay Géza vezet.

## Emlékezete
- Egy magyar úr a XX. században. Neÿ Ákos tartalékos tüzér főhadnagy első világháborús emlékezései és családi levelezése 1914-1918. Sajtó alá rendezte, jegyzetekkel ellátta, szerkesztette Buzinkay Géza. Budapest, Corvina, 2014. 296 old.
- Az Úri utca 19. számú ház falán 2022-ben emléktáblát avattak a tiszteletére.[2][3]

## Elismerései
- Ferenc József-rend lovagkeresztje. (1918. március 2.)
- Nagy Szent Gergely-rend lovagkeresztje. (1943. november 10.)